# Deportivo Táchira FC
Der Deportivo Táchira Fútbol Club ist ein 1974 gegründeter, venezolanischer Fußballverein. Táchira spielt aktuell in der Primera División, der höchsten Spielklasse in Venezuela, in der er mit elf Meisterschaften nach dem FC Caracas (12) die meisten Titel holte.

## Geschichte
Im Jahr 1974 gründete der Italiener Gaetano Greco den Verein und benannte ihn Deportivo San Cristóbal. 1978 erhielt der Club seinen heutigen Namen und nannte sich Deportivo Táchira Fútbol Club. Danach wechselte der Verein noch zwei Mal den Namen: 1986 folgte der Namenswechsel in Unión Atlético Táchira und 1999 erhielt der Verein wieder den Namen Deportivo Táchira Fútbol Club.

## Stadion
Der Verein trägt seine Heimspiele im Estadio Polideportivo de Pueblo Nuevo in San Cristobal aus, das 42.500 Zuschauern Platz bietet. Das Stadion wurde am 11. Januar 1976 mit dem Spiel gegen Deportivo Calí eingeweiht.

## Erfolge
Primera División
- Meister: 1979, 1981, 1984, 1986, 2000, 2008, 2011, 2015, 2021, 2023, 2024

Copa Venezuela
- Sieger: 1982

## Trainerhistorie
- Januar 2010 bis Juni 2010: Carlos Maldonado[2]
- Jorge Luis Pinto (2010–2011)
- Dezember 2011 bis April 2012: Jaime de la Pava[3]
- Marcos Calderón[4]
- seit Dezember 2015: Carlos Maldonado[2]

## Ehemalige Spieler
- Gilberto Angelucci
- Rafael Dudamel
- Ricardo Páez
- Daniel Arismendi
- Manuel Sanhouse
- Jorge Alberto Rojas
- Tomás Rincón
- William Méndez
- Ruberth Morán
- Arnoldo Iguarán
- Leonel Vielma
- José Torrealba
- Richard Páez
- Luis Manuel Seijas